# Красавчик Серж
«Красавчик Серж» (фр. Le Beau Serge) — дебютный художественный фильм Клода Шаброля, вышедший на экраны в 1958 году. Лента получила приз за лучшую режиссуру на кинофестивале в Локарно и Премию Жана Виго за лучший фильм. Некоторые специалисты считают этот фильм одним из ключевых предвозвестников французской новой волны.

## Сюжет
Больной туберкулёзом Франсуа (Жан-Клод Бриали) возвращается из Швейцарии в родную французскую деревню после десятилетнего отсутствия. Он встречает старых знакомых, в том числе и своего давнего приятеля Сержа (Жерар Блен), который ранее женился на Ивонне. После смерти своего ребёнка, родившегося с синдромом Дауна, Серж сильно переменился, стал угрюмым и отказываясь смотреть в лицо реальности, топит своё горе в вине. Франсуа осознаёт свою ответственность за происходящее и у него возникает желание помочь Сержу.

## В ролях
- Жерар Блен — Серж
- Жан-Клод Бриали — Франсуа
- Мишель Меритц — Ивонна
- Бернадетт Лафон − Мари
- Клод Серваль — священник
- Жанна Перес — мадам Шенье
- Андрэ Дино — доктор Мишель
- Эдмон Бишоп — Гломо
- Мишель Крозе — пекарь
- Клод Шаброль — Бримель ля Трюфф
- Филипп де Брока — Жак-Ривет де ла Ризе

## Съёмки
Съёмки фильма проходили с 4 декабря 1957 года по 4 февраля 1958 года во французской деревне Сардан, в департаменте Крёз, где во время войны прошло детство Клода Шаброля. Премьера состоялась 6 июня 1958 года.